# Re Luigi
Re Luigi (King Louie) è un personaggio immaginario apparso per la prima volta nel film d'animazione Disney Il libro della giungla (1967). È un orango del Borneo che regna sugli altri primati della giungla e tenta di acquisire la conoscenza del fuoco da Mowgli per diventare più simile a un umano. A differenza della maggior parte dei personaggi adattati nel film, Luigi non è presente nelle opere originali di Rudyard Kipling ed è stato inventato appositamente per il film Disney.

## Storia

### Nei film Disney
Durante la produzione de Il libro della giungla, lo sceneggiatore Bill Peet concepì il re delle scimmie come un tiranno che, sebbene mantenendo il desiderio di imparare il segreto del fuoco da Mowgli, avrebbe schiavizzato il ragazzo costringendolo a ricostruire le rovine del suo palazzo. Una scena tagliata tratta dal racconto L'ankus del re avrebbe rappresentato il re mostrando il suo vasto tesoro a Mowgli, che però ne rimarrebbe indifferente. Walt Disney decise infine di alleggerire la scena ponendo enfasi sul lato comico e musicale del personaggio. Richard M. Sherman disse in un'intervista che, durante la composizione di I Wan'na Be Like You (The Monkey Song), stesse pensando a Louis Armstrong, e da lì il personaggio ricevette il suo nome. Walt Disney scelse Louis Prima per il ruolo, e, secondo l'animatore Floyd Norman, il cantante apparve inaspettatamente alla sala di registrazione con tutta la sua troupe, e i tecnici del suono dovettero isolare la sua voce data la frenesia con cui la sua banda suonava insieme con lui. Norman avrebbe poi scritto «Non sto esagerando quando dico che Prima e la sua banda impazzirono di grosso. Le tracce finali che sentite sono state pacate, e intendo dire molto, ma molto pacate. Louis Prima in pieno vigore era più di quanto gli spettatori Disney degli anni sessanta avrebbero potuto sopportare».
In Mowgli - Il libro della giungla del 1994, girata dalla Disney per celebrare il centenario della pubblicazione de Il libro della giungla, Luigi viene interpretato da un orango nato in cattività di nome "Lowell". Un recensore de The New York Times scrisse scherzosamente che l'orango era il membro del cast animale con più probabilità di vincere un Premio Oscar, definendo le sue scimmiottaggini del comportamento umano come evocative del precedente personaggio animato.
Re Luigi riappare in live-action nel film del 2016 Il libro della giungla, diretto da Jon Favreau. A differenza della versione animata del 1967, viene rappresentato come un gigantopiteco, una scimmia preistorica con un areale che inglobava l'India, in contrasto agli oranghi che non sono indigeni dell'Asia continentale. A doppiarlo in lingua originale è l'attore Christopher Walken mentre in italiano è Giancarlo Magalli. Walken descrisse il personaggio come alto quattro metri, e capace di essere carismatico quanto intimidatorio. Richard Sherman fu incaricato di riscrivere certi versetti della canzone I Wan'na Be Like You per meglio rappresentare il cambiamento di specie del personaggio. Sebbene la rappresentazione più cupa di Walken venga spesso dichiarata simile a uno stereotipico capo mafioso, lo sceneggiatore Justin Marks spiegò come la vera ispirazione dietro il personaggio fu il colonnello Walter E. Kurtz, interpretato da Marlon Brando in Apocalypse Now.

### Altre apparizioni
- Nella serie animata TaleSpin del 1990 venne doppiato nella versione originale da Jim Cummings; è un personaggio giocherellone, vestito con una maglietta hawaiiana e proprietario del nightclub e motel Louie's Place. In questa serie, a differenza del film, è il migliore amico di Baloo.
- Nella serie animata Cuccioli della giungla del 1996, che narra le avventure dei personaggi della giungla da cuccioli, è doppiato da Jason Marsden nella prima stagione e da Cree Summer nella seconda; insieme con Baloo, Bagheera, Hathi e Kaa forma il gruppo musicale chiamato Five Bananas ("cinque banane").
- Luigi appare nel fumetto Fables della Vertigo, dove viene erroneamente descritto come un personaggio concepito da Kipling. A tal proposito, l'autore Bill Winningham disse nel suo forum ufficiale che Luigi fosse un buon esempio del perché "è meglio tornare al materiale sorgente prima di avventurarsi in una grande storia, invece di affidarsi a una memoria spesso errata su quali personaggi erano del canone originale e quali no".[10]

## Controversie

### Accuse di razzismo
Certi autori che vedono in questo film un commentario sociale degli Stati Uniti degli anni sessanta affermano che le scimmie, che ballano il jazz, parlano nello slang hipster e cantano in stile scat, siano praticamente caricature contemporanee di afroamericani. Inoltre, il doppiatore originale di Re Luigi avrebbe dovuto essere inizialmente il celebre musicista Louis Armstrong, ma poi si pensò bene di optare per un doppiatore bianco, poiché all'epoca far doppiare una scimmia a un afroamericano avrebbe sicuramente fatto pensare a una forma subdola di razzismo (già sospettato tra l'altro nelle scimmie di Re Luigi).

### Eredità di Louis Prima
Louis Prima aveva firmato un contratto con la Walt Disney Productions nel 1965 che prevedeva che avrebbe ricevuto royalty dalle merci di qualsiasi registrazione del film. Nel 1999, la vedova di Prima mise in causa la Disney per royalty delle videocassette e DVD non pagate. Disney conciliò la causa nel 2001, non potendo più però imitare la voce di Prima. In conseguenza, il personaggio di Re Luigi fu scartato ne Il libro della giungla 2, e la serie House of Mouse - Il Topoclub introduce Larry, suo fratello gemello.